# 판매 시점 정보 관리

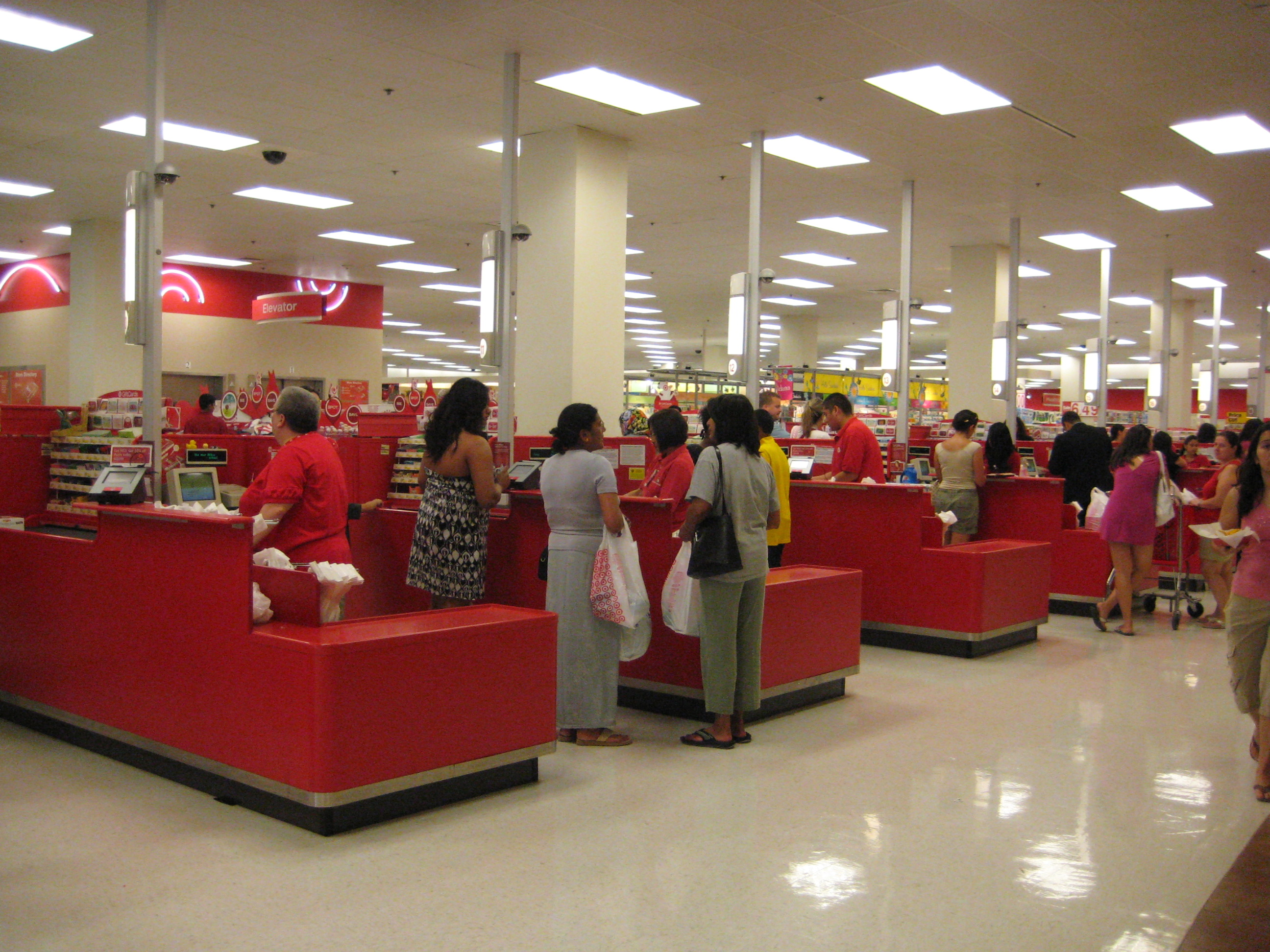
미국 할인점인 타깃에서 사용하는 판매 시점 정보 관리

판매 시점 정보 관리(販賣時點情報管理, point of sale 또는 point of purchase, POS 또는 POP)는 판매와 관련한 데이터를 일괄적으로 관리하고, 고객정보를 수집하여 부가가치를 향상시키는 시스템이다. 판매 시점(point of sale) 또는 구매 시점(point of purchase)은 대금(payment)이 지불됨으로써 물품 거래가 완료되는 장소이다. 일반적으로 컴퓨터 시스템을 이용하여 판매 시점 관리가 이루어지면, 상품의 제조/생산 단계에서 바코드 등을 이용하여 관리의 효율성을 증대한다.

## 체크아웃 시스템
체크아웃 시스템은 일반적으로 다음 요소를 포함한다.
- 일반 컴퓨터 하드웨어
- 일반 컴퓨터 소프트웨어
- 체크아웃 하드웨어
- 체크아웃 소프트웨어
- 기타 가게 하드웨어

POS 시스템의 비용 때문에 이베이 가이드는 연간 소득이 700,000 달러(약 7억원) 임계를 초과하는 경우 POS 시스템 투자에 이득이 있다고 하였다.

## 같이 보기
- ISO 8583
- 결제 단말기
- 셀프계산대
- 윈도우 임베디드 인더스트리